# Montezuma's Revenge
Montezuma's Revenge, o Panama Joe nella versione ZX Spectrum, è un videogioco a piattaforme pubblicato dalla Parker Brothers nel 1984 per vari computer e console. Il protagonista del videogioco, Panama Joe, è un esploratore chiaramente ispirato a Indiana Jones, il quale deve raggiungere la sala del tesoro di Montezuma posta all'interno di una fortezza sotterranea azteca, cercando di evitare creature e trappole mortali. 
Il titolo, traducibile "la vendetta di Montezuma", è un soprannome scherzoso della diarrea che spesso colpisce gli stranieri che viaggiano in America centrale.
Pur avendo avuto un ottimo successo sia di pubblico che di critica, il seguito del gioco, Montezuma's Return!, è stato pubblicato solo nel 1996. L'originale Montezuma's Revenge, in versione Atari 800 emulata, è incluso all'interno di Montezuma's Return, e comprende anche livelli che originariamente erano stati tagliati per motivi di spazio sulla cartuccia.

## Modalità di gioco
L'ambiente di gioco è formato da un labirinto di stanze a schermata fissa con visuale di lato, interconnesse in orizzontale e a volte in verticale, fino ad arrivare a una decina di livelli di profondità e di crescente difficoltà.
Ogni stanza è formata da piattaforme e pareti in muratura, con scale, catene e pali disposti in verticale. Altri elementi che le complicano sono nastri trasportatori, pozzi di fiamme, porte chiuse, pavimenti e barriere a intermittenza.
Le creature nemiche includono teschi rotolanti o saltellanti, ragni mobili e serpenti fermi.
Sono presenti anche stanze buie dove è possibile vedere solo il protagonista e per poterle visualizzare completamente bisogna trovare una torcia, altrimenti bisogna affidarsi al caso o alla memoria. 
I controlli di Panama Joe si limitano a camminare, saltare e arrampicarsi su scale e catene, mentre i pali sono utilizzabili solo in discesa. Il contatto con qualsiasi pericolo e le cadute da un'altezza eccessiva causano la perdita di una vita.
Si possono raccogliere oggetti utili che vengono usati automaticamente all'occorrenza: chiavi, spade e le già citate torce.
Le chiavi permettono di aprire le porte del rispettivo colore, le spade permettono di eliminare teschi e ragni andandogli addosso, però sono monouso.
Gli oggetti posseduti, massimo 5, vengono mostrati in un inventario in alto a sinistra.
Altri tipi di oggetti hanno invece effetto immediato: gli amuleti bloccano temporaneamente tutti i nemici e i gioielli valgono punti.
In fondo alla fortezza si può raggiungere la sala del tesoro, piena di bonus, dopodiché si ricomincia da capo, a un maggior livello di difficoltà generale (in tutto sono 9). La forma dei sotterranei resta la stessa, ma i maggiori pericoli possono richiedere di fare percorsi diversi. A inizio partita si può scegliere il livello di partenza tra i primi tre.